# Caedicia affinis
Caedicia affinis är en insektsart som beskrevs av Bolívar, I. 1902. Caedicia affinis ingår i släktet Caedicia och familjen vårtbitare. Inga underarter finns listade i Catalogue of Life.